# Izidor Seviljski
Sveti Izidor Seviljski (špa.: San Isidro ili San Isidoro de Sevilla; Cartagena, oko 560. – Sevilla, 4. travnja 636.), biskup, crkveni naučitelj, teolog, pisac i glazbeni teoretičar.

## Životopis
Sveti Izidor rodio se oko godine 550. u španjolskom gradu Sevilli. Otac mu je bio visoki činovnik i časnik u službi gotskog kralja Athanagilda. Dvojica Izidorove braće, Leander i Fulgencius, i jedna od sestara, Florentina štuju se u Španjolskoj kao sveci. Izidorovi roditelji umiru dosta rano, a brigu za njega preuzima stariji brat Leander (opat jednog samostana). Brat ga je odgajao dosta strogo, ali to je bilo presudno za svu njegovu budućnost jer je osim strogosti od brata primio i široku naobrazbu. Jednog dana Izidor više nije mogao podnijeti bratovu strogost i frustriran svojom nemogućnošću da uči toliko brzo koliko njegov brat želi, pobjegao je. Umoran od bijega odlučio se odmoriti i nedaleko od mjesta gdje je sjedio primijetio je kako kapljice padaju na obližnju stijenu. Kapljice su uporno padale jedna za drugom… Nisu imale nikakvu vidljivu snagu u sebi i činilo se da nemaju nikakav učinak na stijeni, ali ipak, vidio je da su tijekom vremena kapljice napravile jamicu. Shvatio je da će, ako nastavi učiti, njegovi "mali" napori, dovesti do velike nagrade; i nadao se da će njegovi napori oboriti stijenu srca njegova brata. Kad je došao natrag kući Leander ga zatvara u ćeliju da završi učenje, a kasnije sa svojim bratom radi rame uz rame. 
Priključuje se redovničkoj zajednici i postaje redovnikom, a u 30-oj godini nasljeđuje Leandera, koji postaje biskup, u opatskoj službi i zapisuje veoma poznatu rečenicu: "U svome životu opat mora biti svojim redovnicima savršen uzor poslušnosti, uvjeren da ništa ne može zapovijedati što sam prije ne izvršava. On mora sokoliti svakoga pojedinoga prema njegovu temperamentu." Napisao je djelo Regula monachorum – Redovničko pravilo, i prema njemu se redovnički život mora sastojati od potpunog odricanja samoga sebe, siromaštva, molitve, postojanosti i rada. Pripisuje mu se glasovita izreka: "Sve što redovnik dobije ili privrijedi nije za njega već za samostan." 
Izidor je bio veliki učenjak; čitao je djela mnogih velikih učitelja, naročito Origena, koji je bio jedan od najvećih učenjaka starokršćanske škole. Postao je jednim od najboljih poznavalaca stare grčko-rimske kulture i veliku je pažnju posvećivao Bibliji oslanjajući se na sv. Jeronima. Bio je vatreni štovalac aleksandrijske biblijske škole i prihvaćao je alegorijsko tumačenje Svetog pisma. Najvažnije mu je biblijsko djelo Quaestiones in Vetus Testamentum – "Pitanja koja se odnose na Stari zavjet." Izidor je jako volio knjižnice u kojima bi najradije i bio ostao, ali Bog ga je odlučio postaviti na drugo mjesto. Naime, 601. godine nasljeđuje svog starijeg brata Leandra i postaje biskupom. U biskupskoj je službi proveo 30 godina, praćen dvama velikim vrlinama: iznimnim znanjem i govorničkom vještinom. Brinuo se da mu kler bude visoko obrazovan, pa njegova škola u Sevilli postaje najuglednijom obrazovnom crkvenom ustanovom u Španjolskoj. 
Bio je veliki domoljub i očekivao je ujedinjenje Španjolske pod vodstvom Gota i pod zastavom križa. U nadi da će se njegova očekivanja ispuniti Izidor piše veoma popularan zbornik prava imenom Hispana. Njegova enciklopedija znanja, Etymologiae, bila je popularni udžbenik kroz devet stoljeća. Sastavio je mnoge gramatike, geografije, teološke (Sententiae), povijesne i astronomske knjige. Kroz godine biskupske službe u Sevilli napravio je model primjernog upravljanja u Europi, odbacio je autokratsko odlučivanje i organizirao brojne sinode. Uvijek je nastojao svladati stijenu kapljicama vode pomažući obraćenju Vizigota iz arijanstva u pravovjerni oblik kršćanstva. Umire 4. travnja 636. godine.

## Štovanje
Blagdan mu se u Katoličkoj Crkvi slavi 4. travnja, a prema zahtjevu Papinskog vijeća za sredstva službenog priopćavanja, služba za nadzor interneta pronalazi za zaštitnika najprikladnijim svetog Izidora. Iako je živio oko 1500 godina prije početka primjene weba njegovo, gore navedeno djelo, Etymologiae, predlagači su usporedili s današnjom velikom bazom podataka, internetom. Papa sveti Ivan Pavao II. proglasio je sv. Izidora zaštitnikom interneta i svih onih koji se njime služe.